# Skotská fotbalová reprezentace
Skotská fotbalová reprezentace zastupuje Skotsko ve všech mezinárodních soutěžích s výjimkou Olympijských her, protože Skotsko není členem Mezinárodního olympijského výboru. Společně s Anglií je nejstarším národním fotbalovým týmem na světě a také s ní v roce 1872 sehrál první mezistátní fotbalový duel, který skončil remízou 0-0.

## Mistrovství světa
Seznam zápasů skotské fotbalové reprezentace na MS
| Rok    | Účast                                           | Soupisky |
| ------ | ----------------------------------------------- | -------- |
| 1930   | Ne                                              | –        |
| 1934   | Ne                                              | –        |
| 1938   | Ne                                              | –        |
| 1950   | odstoupili                                      | –        |
| 1954   | nepostoupili ze skupiny                         | Soupiska |
| 1958   | nepostoupili ze skupiny                         | Soupiska |
| 1962   | Nepostoupili z kvalifikace                      | –        |
| 1966   | Nepostoupili z kvalifikace                      | –        |
| 1970   | Nepostoupili z kvalifikace                      | –        |
| 1974   | nepostoupili ze skupiny                         | Soupiska |
| 1978   | nepostoupili ze skupiny                         | Soupiska |
| 1982   | nepostoupili ze skupiny                         | Soupiska |
| 1986   | nepostoupili ze skupiny                         | Soupiska |
| 1990   | nepostoupili ze skupiny                         | Soupiska |
| 1994   | Nepostoupili z kvalifikace                      | –        |
| 1998   | nepostoupili ze skupiny                         | Soupiska |
| 2002   | Nepostoupili z kvalifikace                      | –        |
| 2006   | Nepostoupili z kvalifikace                      | –        |
| 2010   | Nepostoupili z kvalifikace                      | –        |
| 2014   | Nepostoupili z kvalifikace                      | –        |
| 2018   | Nepostoupili z kvalifikace                      | –        |
| 2022   | Nepostoupili z kvalifikace                      | –        |
| Celkem | Účast – 8× Zlato – 0×, Stříbro – 0×, Bronz – 0× |          |

## Mistrovství Evropy
Seznam zápasů skotské fotbalové reprezentace na Mistrovství Evropy
| Rok    | Účast                                           | Soupisky |
| ------ | ----------------------------------------------- | -------- |
| 1960   | Ne                                              | –        |
| 1964   | Ne                                              | –        |
| 1968   | Nepostoupili z kvalifikace                      | –        |
| 1972   | Nepostoupili z kvalifikace                      | –        |
| 1976   | Nepostoupili z kvalifikace                      | –        |
| 1980   | Nepostoupili z kvalifikace                      | –        |
| 1984   | Nepostoupili z kvalifikace                      | –        |
| 1988   | Nepostoupili z kvalifikace                      | –        |
| 1992   | nepostoupili ze skupiny                         | Soupiska |
| 1996   | nepostoupili ze skupiny                         | Soupiska |
| 2000   | Nepostoupili z kvalifikace                      | –        |
| 2004   | Nepostoupili z kvalifikace                      | –        |
| 2008   | Nepostoupili z kvalifikace                      | –        |
| 2012   | Nepostoupili z kvalifikace                      | –        |
| 2016   | Nepostoupili z kvalifikace                      | –        |
| 2020   | nepostoupili ze skupiny                         | Soupiska |
| 2024   | nepostoupili ze skupiny                         | Soupiska |
| Celkem | Účast – 4× Zlato – 0×, Stříbro – 0×, Bronz – 0× |          |

## Historie
Ačkoliv skotská reprezentace je spolu s anglickou nejstarší na světě, na první mistrovství světa se dostala až v roce 1954, ovšem prohra s Rakouskem a debakl od Uruguaye znamenaly vyřazení už ve skupině. Podobně dopadla i účast na dalším mistrovství v roce 1958. V roce 1967 dokázali Skotové porazit v přátelském utkání Anglii, která rok předtím vyhrála mistrovství světa. Na dalším mistrovství v roce 1974 Skotové ve skupině neprohráli, ovšem nepostoupili kvůli gólovému rozdílu, která se jim stal osudným i o čtyři roky později, kdy kvůli němu také nepostoupili ze skupiny. Dostali se také na další tři následující šampionáty, ovšem postup ze skupiny pro ně zůstal zapovězený. V roce 1992 se také dostali na mistrovství Evropy, ovšem zde se také do play-off nedostali. Dalším velkým turnajem, na který se Skotsko dostalo, bylo ME 1996, ale ani zde, ani na MS 1998 neprolomili prokletí základních skupin a nedostali se do vyřazovacích bojů. Od roku 1998 se zatím Skotsko na žádný šampionát nedostalo, ačkoli tomu bylo velice blízko v kvalifikaci na EURO 2008, kde ztratilo postup kvůli prohře s Gruzií.

## Stadion
Národním stadionem je Hampden Park v Glasgow, který má kapacitu 52 000 diváků, ovšem kdysi pojmul mnohem více lidí – v roce 1937 přišlo na zápas s Anglií údajně kolem 150 000 diváků.